# Richard Crashaw

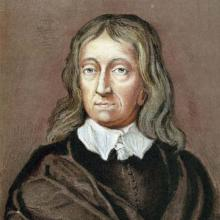
Portret Richarda Crashawa.

Richard Crashaw (ur. ok. 1612, zm. 25 sierpnia 1649) – angielski poeta.
Był jednym z najwybitniejszych przedstawicieli barokowej szkoły poetów metafizycznych, którzy uprawiali bardzo osobistą lirykę refleksyjną o tematyce miłosnej lub religijnej. Był autorem m.in. liryków religijnych Steps to the Temple (1646) oraz Carmen Deo Nostro (1652). Polski przekład jego poezji w antologii Śmierć i miłość (1963) oraz Antologii angielskiej poezji metafizycznej XVII stulecia (1991).